# Roringen
Roringen ist ein Dorf in Südniedersachsen und Stadtbezirk der niedersächsischen Universitätsstadt Göttingen. Das Dorf befindet sich etwa 5,5 Kilometer nordöstlich der Kernstadt unmittelbar an der Bundesstraße 27. Es ist das östlichste zur Stadt gehörende Dorf, wohingegen beim Vergleich der Stadtbezirke der benachbarte Stadtbezirk Herberhausen weiter nach Osten ragt.

## Geschichte
Die erste urkundliche Erwähnung des Ortes erfolgte im Jahr 1162 durch ein Schreiben des Papstes Alexander III. an das benachbarte Augustinerinnen-Kloster in Nikolausberg, in dem er dem Kloster u. a. den Besitz von vier Hufen Landes in Roringe bestätigt. Weitere schriftliche Erwähnungen im 12. Jahrhundert nennen den Ort als Rariggen (1170) und Rorunghen (1189). Aus Roringen stammte das Junkergeschlecht derer von Roringen, dessen erster Vertreter, Manfried von Roringen, im Jahre 1025 genannt wird. Sie besaßen im Umland des Ortes verschiedene Güter, waren Lehnsinhaber der Edelherren von Plesse und hatten auch selbst in Bovenden Besitztümer. Mehrere Vertreter des Geschlechts traten in das Kloster Reinhausen ein und erreichten dort mitunter führende Stellungen, wie der Bruder Hans von Roringens, der als Herr Dionysius bezeichnet wurde und den Titel eines Prälaten innehatte. Er verstarb im Jahre 1300, bereits ein Jahr später wird Günther von Roringen genannt, welcher als Prior bezeichnet wird. Im 14. Jahrhundert erwarb die Stadt Göttingen von dem braunschweigischen Herzog die Ortschaft, die bis Mitte des 19. Jahrhunderts die Verwaltung über das Dorf ausübte. Sie ließ sich damals vom Herzog die Genehmigung erteilen, um die Stadt eine Landwehr zu graben, sowie mehrere Warten aufstellen lassen zu dürfen. Daraus resultierte die noch heute vorhandene Berwinkelswarte als Teil der Göttinger Landwehr. Im Zuge der Hildesheimer Bierfehde von 1481 bis 1486 wurde neben weiteren Dörfern in der Umgebung auch Roringen verwüstet.
Von 1848 bis zur Gebietsreform war Roringen eine eigenständige Gemeinde. Am 1. Januar 1973 erfolgte die Eingemeindung in die Kreisstadt Göttingen.
Die Bevölkerung des Ortes ist in den letzten Jahrzehnten stark angewachsen, fiel jedoch 2009 wieder leicht unter die 1000-Einwohner-Marke ab, die 2016 wieder überschritten wurde. So wohnten im Jahr 2018 1002 Einwohner in Roringen.

## Wappen
Das Ortswappen von Roringen zeigt auf rotem Grund am untersten Rand einen grünen Hügel, auf dem in Gold ein Wartturm steht. Mittig vor dem Wartturm befindet sich, dem Berliner Wappen nachgebildet, ein Bär.

## Politik
Roringen hat einen Ortsrat, der neun Mitglieder umfasst. Seit der Kommunalwahl 2021 ist dieser wie folgt besetzt:
| Ortsrat Roringen 2021Insgesamt 9 Sitze - SPD: 7 - CDU: 2 |

## Kultur und Sehenswürdigkeiten

### Kirche St. Martin

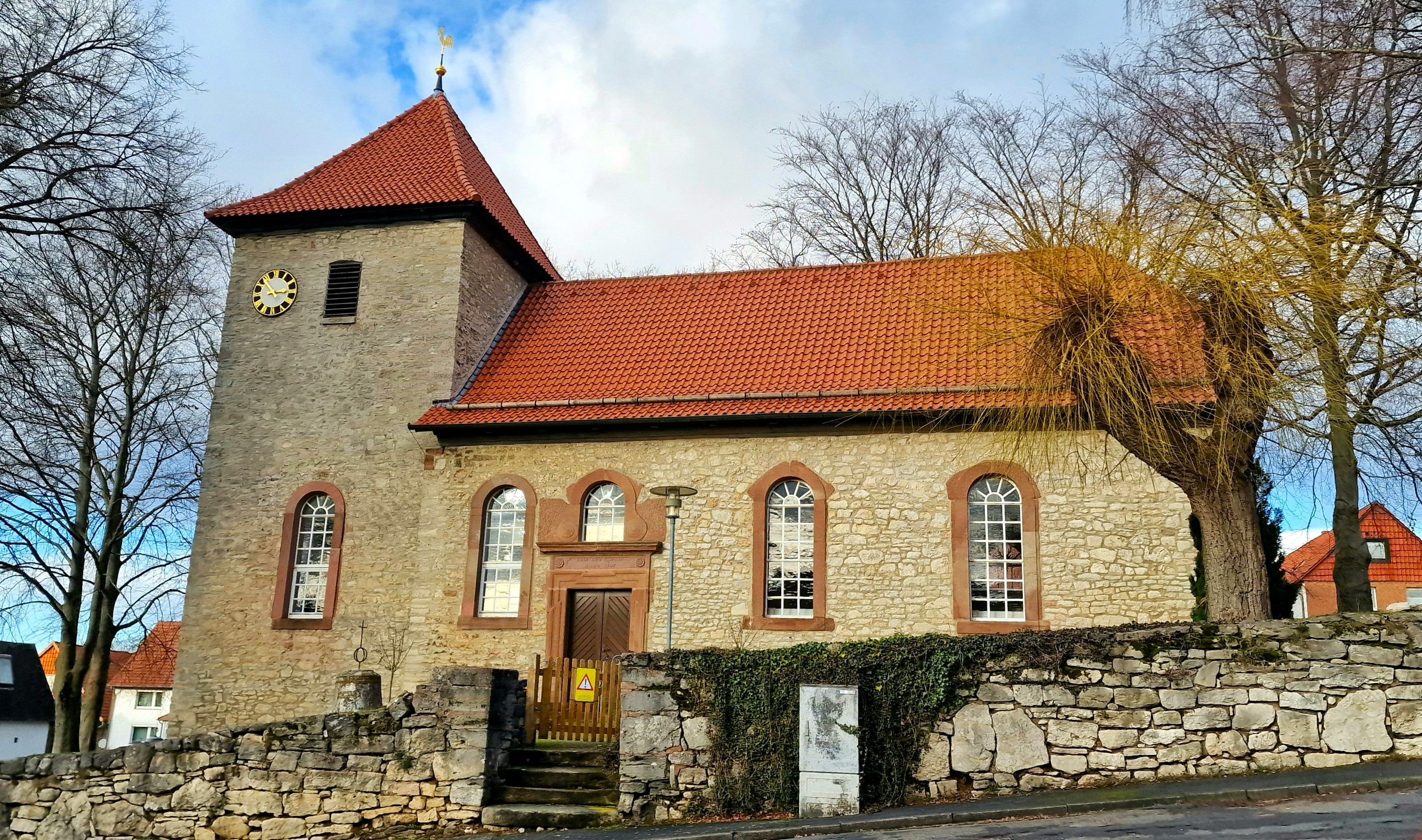
St.-Martin zu Roringen

Eine Kirche in Roringen wurde im Jahre 1254 erstmals urkundlich erwähnt. Patronatsherren waren damals die Herzöge von Braunschweig, heute ist es die Stadt Göttingen. Die Erwähnung des Ortes fiel mit der Patronatsübergabe Albrecht des Großen zusammen. Er vertauschte das Auspizium über Roringen dem Kloster Pöhlde und erhielt das der St. Albanikirche in Göttingen.
Ältester Gebäudeteil der heutigen Kirche ist der noch aus dem Mittelalter stammende Westturm aus Bruchsteinmauerwerk auf einem rechteckigen Grundriss; er ist oben bekrönt von einem jüngeren Zeltdach. Das östlich an den Turm anschließende Kirchenschiff ist ein barocker Ersatzneubau, dessen Fassaden durch große Rundbogenfenster mit Sandsteinrahmungen gegliedert sind. Die Faschen der Öffnungen deuten auf ehemaligen Verputz über dem Bruchsteinmauerwerk. Schmuckstück der Fassaden ist das südliche Eingangsportal, das mit barocker Ohrenrahmung verziert ist und darüber ein von Voluten gerahmtes Rundbogen-Oberlicht zeigt. Das Inschriftenfeld nennt 1747 als Baujahr des Kirchenschiffs.
Das ursprünglich flachgedeckte Kirchenschiff wurde im 19. Jahrhundert mit einer hölzernen Tonnendecke ausgestaltet. 1999 wurden die Orgel von August von Werder aus dem Jahr 1846 und ein großer Teil der Inneneinrichtung der Kirche durch einen Brand zerstört. Als Ersatz bauten Gebr. Hillebrand im Jahr 2003 ein neues Instrument mit 16 Registern auf zwei Manualen und Pedal.

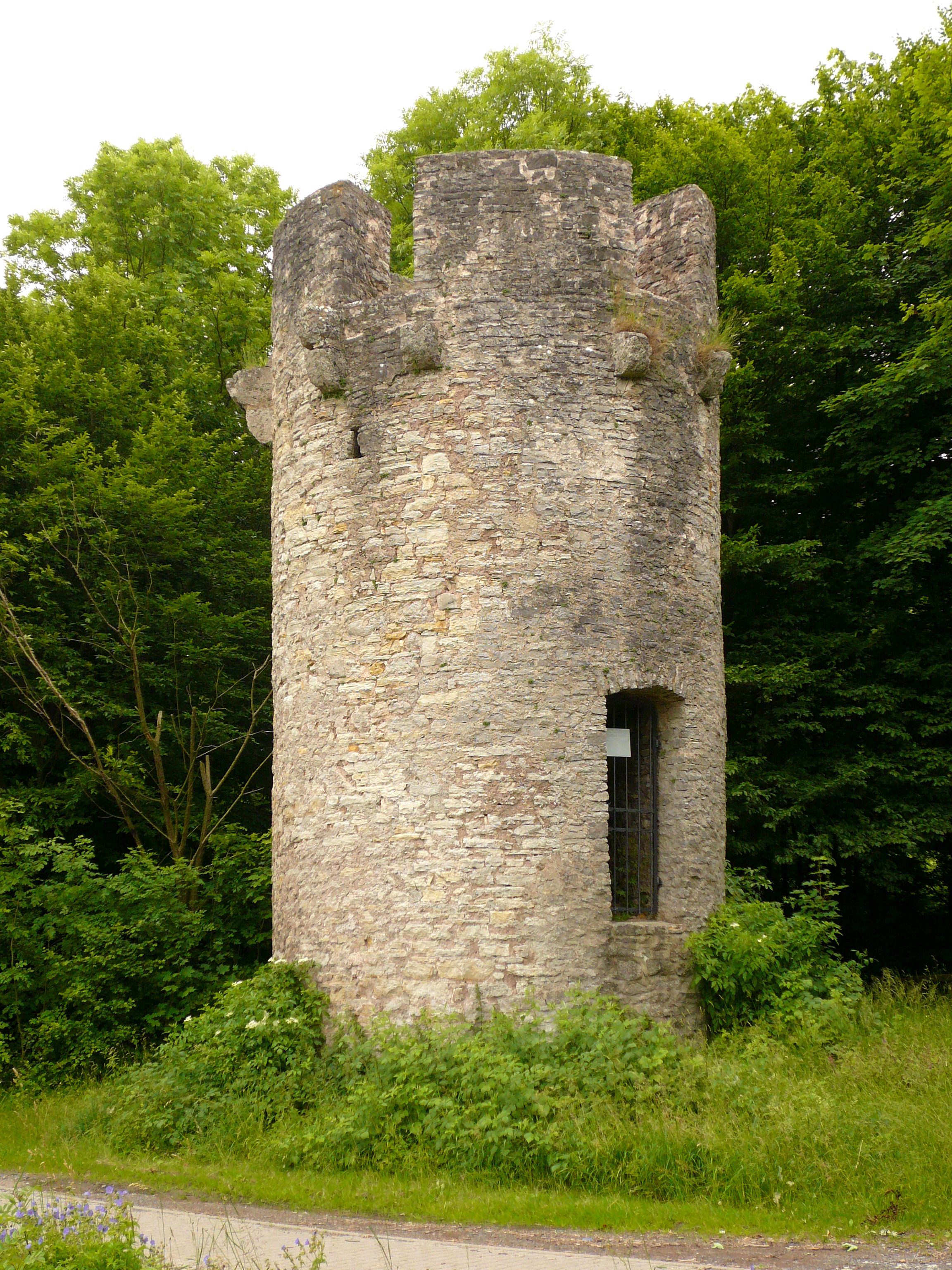
Ruine der Roringer Warte oder Berwinkelswarte

### Berwinkelswarte
Die Ruine der Roringer Warte oder Berwinkelswarte liegt östlich des Ortes an der B 27 im Göttinger Wald auf einer Höhe von 323 m ü. NN. Sie wurde 1408/09 als Teil der Göttinger Landwehr errichtet und ist noch als Turm aus Bruchsteinmauerwerk erhalten. Das Dach fehlt.